# Johannes Rodatz
Johannes Rodatz (* 4. Oktober 1905 in Hamburg; † 27. September 1992) war ein deutscher nationalsozialistischer Funktionär.

## Leben und Wirken
Rodatz war Chemiekaufmann, trat zum 1. Januar 1928 in die NSDAP ein (Mitgliedsnummer 75.022) und war ihr Kreisvorsitzender in Lüneburg. 1934 wurde er Gebietsführer der Hitlerjugend und Leiter der Abteilung H in der Reichsjugendführung (Abteilung Jugendherbergswesen und Jugendwandern) in Berlin.
Als Führer des Reichsverbandes für deutsche Jugendherbergen, Amtsleiter, Reichsjugendführer und Obergebietsführer kandidierte er erfolglos bei der Reichstagswahl am 29. März 1936. Er lebte damals in der Winfriedstraße 17, Berlin-Zehlendorf.
Nach dem Zweiten Weltkrieg wurde Rodatz „Kreisvorsitzender Lüneburg-Land“ der Sozialistischen Reichspartei (SRP) in Lüneburg. Nach deren Verbot wurde er Mitglied der Deutschen Reichspartei (DRP), für die er 1957 für den Niedersächsischen Landtag kandidierte, und der Nationaldemokratischen Partei Deutschlands (NPD), für die er 1969 und 1972 für den Bundestag kandidierte.

## Schriften
- Erziehung durch Erleben. Der Sinn d. dt. Jugendherbergswerkes. Mit e. Vorw. v. Baldur von Schirach. Limpert, Berlin 1936.
- Das großdeutsche Jugendherbergswerk 1938. Berlin 1939.

Rodatz’ Schriften Erziehung durch Erleben (Limpert, Berlin 1938) und Geistiges Soldatentum (Holzner, Tilsit 1942) wurden nach Ende des Zweiten Weltkriegs in der Sowjetischen Besatzungszone auf die Liste der auszusondernden Literatur gesetzt.